# Auguste Creissels
Paul Auguste Creissels (Saint-Affrique, 23 novembre 1824 - Millau, 25 février 1882) est un poète parnassien de la fin du XIXe siècle, membre du groupe des Vilains Bonshommes.
À cause d'une lecture d'un de ses poèmes, le texte d'ouverture de son recueil Les Tendresses Viriles intitulé Le Sonnet, il provoque l'exclusion d'Arthur Rimbaud du cercle des Vilains Bonhommes.

## Œuvres
- Les Tendresses Viriles : sonnets, 1876